# Klein liefdegras
Klein liefdegras (Eragrostis minor) is een eenjarige tredplant uit de grassenfamilie (Poaceae). De soort komt sinds het eind van de 18e eeuw als neofyt voor in Midden-Europa, vooral in stedelijke gebieden.
De plant wordt 5–50 cm hoog. De 15–50 cm lange, 1–2 mm brede, liggende of opstijgende stengel heeft drie of vier knopen. Het jongste blad van een spruit is ingerold. De bladschijf is 3–12 cm lang en 1–5 mm breed. De randen van de bladschijf, de nerven van de bladschede en de steeltjes van de aartjes zijn spaarzaam bezet met kratervormige klierputjes. Op de bladscheden zitten lange, zachte haren. Op de overgang bladschede bladschijf zitten 1–2 mm lange wimpers. Het oortje bestaat uit een rij haartjes.
Klein liefdegras bloeit van juli tot in oktober met een tamelijk losse bloeiwijze, waarvan de onderste takken alleenstaand zijn of met twee bijeen. De aartjes zijn 4–11 mm lang en hebben doorgaans vijf tot twaalf (soms tot twintig) bloemen. De kelkkafjes zijn ongeveer even lang als het aartje. Het onderste kroonkafje (lemma) is meestal zwartpaars gekleurd.
De twee of drie meeldraden zijn 0,3-0,3 mm lang.
De langwerpige, roodbruine graanvruchten ("zaden") zijn 0,7-0,8 mm lang.
Klein liefdegras komt voor op open, bewerkte of betreden, vaak stenige grond. Vooral langs spoorwegen en wegranden.

## Systematiek
De eerste beschrijving van klein liefdegras is van Carl Linnaeus in 1753 in Species plantarum, 1, blz. 68 onder de naam Poa eragrostis. De naam Eragrostis minor werd in 1809 door Nikolaus Thomas Host in Icones et Descriptiones Graminum Austriacorum, 4, 15 gebruikt. Verdere synoniemen voor Eragrostis minor Host zijn: Eragrostis poaeoides P.Beauv. ex Roem. & Schult., Eragrostis suaveolens A.K.Becker ex Claus.